# Іст-Дюк (Оклахома)
Іст-Дюк (англ. East Duke) — місто (англ. town) в США, в окрузі Джексон штату Оклахома. Населення — 394 особи (2020).

## Географія
Іст-Дюк розташований за координатами 34°39′46″ пн. ш. 99°34′11″ зх. д. / 34.66278° пн. ш. 99.56972° зх. д. (34.662796, -99.569627).  За даними Бюро перепису населення США в 2010 році місто мало площу 1,12 км², уся площа — суходіл.

## Демографія
Згідно з переписом 2010 року, у місті мешкали 424 особи в 172 домогосподарствах у складі 119 родин. Густота населення становила 378 осіб/км².  Було 201 помешкання (179/км²).
Расовий склад населення:
| - 89,2 % — білих - 1,7 % — чорних або афроамериканців - 0,9 % — корінних американців - 4,5 % — осіб інших рас |

До двох чи більше рас належало 3,8 %. Частка іспаномовних становила 10,1 % від усіх жителів.
За віковим діапазоном населення розподілялося таким чином: 28,8 % — особи молодші 18 років, 55,4 % — особи у віці 18—64 років, 15,8 % — особи у віці 65 років та старші. Медіана віку мешканця становила 34,0 року. На 100 осіб жіночої статі у місті припадало 103,8 чоловіків;  на 100 жінок у віці від 18 років та старших — 97,4 чоловіків також старших 18 років.
Середній дохід на одне домашнє господарство  становив 47 995 доларів США (медіана — 44 375), а середній дохід на одну сім'ю — 55 741 долар (медіана — 47 375). Медіана доходів становила 37 404 долари для чоловіків та 31 250 доларів для жінок. За межею бідності перебувало 15,8 % осіб, у тому числі 18,5 % дітей у віці до 18 років та 19,8 % осіб у віці 65 років та старших.
Цивільне працевлаштоване населення становило 137 осіб. Основні галузі зайнятості: освіта, охорона здоров'я та соціальна допомога — 15,3 %, сільське господарство, лісництво, риболовля — 14,6 %, виробництво — 12,4 %, роздрібна торгівля — 11,7 %.